# Différend gazier à Chypre (2018)
Le conflit gazier de Chypre de 2018 est un différend diplomatique concernant la zone économique exclusive (ZEE) de la république de Chypre (en partenariat avec la Grèce et l'Égypte) dans l'est de la Méditerranée, qui commence le 6 février 2018. Le différend suit des remarques faites par le ministre turc des affaires étrangères Mevlüt Çavuşoğlu, rejetant un accord de délimitation des frontières maritimes chypro-égyptien de 2003 et annonçant l'intention du gouvernement turc de mener des explorations gazières dans la région. Les tensions dans la région s'intensifient le 9 février, lorsque la marine turque bloque un navire de forage opéré par la société pétrolière italienne Eni S.p.A., autorisé par le gouvernement de la république de Chypre, d'explorer des réserves de gaz au large de l'île.
Çavuşoğlu déclare lors de son interview avec le journal grec Kathimerini que les Chypriotes turcs ont des « droits indéniables » sur la ZEE chypriote. Le ministère des Affaires étrangères égyptien réagit en avertissant la Turquie de ne pas contester l'accord de 2013 et les intérêts économiques égyptiens dans la région, ajoutant que toute tentative en ce sens serait confrontée. Les responsables du gouvernement chypriote soulignent que tous les bénéfices futurs sont destinés à tous les Chypriotes, y compris les Chypriotes turcs, mais seulement après un règlement global du problème chypriote. Le 16 février, le PDG d'Eni, Claudio Descalzi, déclare que le blocus turc de son navire de forage, le Saipem 12000, échappe au contrôle d'Eni et que la question est discutée par les parties concernées. En novembre 2018, le partenariat entre le gouvernement chypriote et la société américaine ExxonMobil commence avec succès des explorations d'hydrocarbures, escortées par des navires de la Marine des États-Unis, la Turquie restant passive,,.

## Contexte
Au début des années 1970, la république de Chypre (RoC) donne aux compagnies pétrolières l'autorisation de rechercher des hydrocarbures dans les eaux de l'île, et les premières explorations commencent en 1977. Plus tôt, en 1974, la Turquie envahit Chypre, laissant derrière elle un conflit ethnique non résolu et la république turque de Chypre du Nord (TRNC) occupant la partie nord de l'île, reconnue uniquement par la Turquie,,.
En 2002, la Marine turque empêche le Northern Alliance, un navire exploité par une société norvégienne mandatée par la RoC, d'explorer la ZEE chypriote. En 2003, les gouvernements de Chypre et de l'Égypte signent un accord de frontière maritime délimitant leurs ZEE respectives. Chypre signe également un accord similaire avec le gouvernement libanais en janvier 2007. Plus tard ce même mois, la RoC définit treize zones (appelées « Blocs ») dans sa ZEE et lance des appels d'offres pour onze d'entre elles dans les mois suivants. La Turquie, qui n'a pas signé la Convention des Nations unies sur le droit de la mer, revendique le Bloc 3 de la ZEE chypriote comme faisant partie de son plateau continental.
En novembre 2008, un navire de la Marine turque est impliqué dans une confrontation avec deux navires opérés par la société norvégienne Petroleum Geo-Services, un jour avant que la Turkish Petroleum Corporation ne reçoive la permission d'Ankara d'explorer des eaux revendiquées par le gouvernement chypriote. Trois jours plus tard, la RoC découvre le Malene Ostervold, un navire battant pavillon norvégien et mandaté par la Turquie, explorant les eaux de la région. Ankara croit que la communauté chypriote turque devrait bénéficier des ressources offshore de l'île. En 2014, la Turquie déploie deux navires de guerre dans la ZEE chypriote et commence des études sismiques dans la région. Le président chypriote Nicos Anastasiades réagit en suspendant les pourparlers de réunification avec son homologue chypriote turc, Derviş Eroğlu. Lors d'un sommet trilatéral avec Chypre au Caire, l'Égypte et la Grèce expriment leur désapprobation des actions turques. Ils exposent également des plans de coopération énergétique dans la Méditerranée orientale. Ankara répond en déclarant que la Marine turque appliquerait les règles d'engagement en cas de rencontre avec un navire de guerre dans la région,.
En 2015, le champ de Zohr est découvert par Eni dans la ZEE égyptienne, déclenchant une course à l'exploration gazière en Méditerranée orientale. Zohr ravive également le potentiel de l'industrie gazière chypriote à faire partie de projets régionaux, tels qu'un gazoduc vers l'Europe. D'autres initiatives incluent un pipeline vers les usines de liquéfaction désaffectées d'Égypte et l'expédition du gaz naturel liquéfié (GNL) produit à partir des terminaux égyptiens vers des marchés étrangers.

## Chronologie
Le conflit gazier de Chypre de 2018 commence le 6 février 2018. Le différend suit des remarques faites par le ministre turc des affaires étrangères Mevlüt Çavuşoğlu, rejetant un accord de délimitation des frontières maritimes chypro-égyptien de 2003 et annonçant l'intention du gouvernement turc de mener des explorations gazières dans la région,. Les tensions dans la région s'intensifient le 9 février, lorsque la Marine turque bloque un navire de forage opéré par la société pétrolière italienne Eni S.p.A., autorisé par le gouvernement de la république de Chypre, d'explorer des réserves de gaz au large de l'île.
Çavuşoğlu déclare lors de son interview avec Kathimerini que les Chypriotes turcs représentés par la république turque de Chypre du Nord (seule reconnue par la Turquie), ont des « droits indéniables » sur la ZEE chypriote. Le ministère des Affaires étrangères égyptien réagit en avertissant la Turquie de ne pas contester l'accord de 2013 et les intérêts économiques égyptiens dans la région, ajoutant que toute tentative en ce sens serait confrontée. Les responsables du gouvernement chypriote soulignent que tous les bénéfices futurs sont destinés à tous les Chypriotes, y compris les Chypriotes turcs, mais seulement après un règlement global du problème chypriote. Le 16 février, le PDG d'Eni, Claudio Descalzi, déclare que le blocus turc de son navire de forage, Saipem 12000, échappe au contrôle d'Eni et que la question est discutée par les parties concernées.
Le 16 novembre, le partenariat entre le gouvernement chypriote et la société américaine ExxonMobil commence avec succès des explorations d'hydrocarbures, escortées par des navires de la Marine des États-Unis, la Turquie restant passive,. Le ministère turc des Affaires étrangères répond par une déclaration dans laquelle son porte-parole, Hami Aksoy, promet que la Turquie commencerait ses propres opérations de forage dans les eaux chypriotes. Meral Aksener, un éminent chef de l'opposition et chef du Parti de la Bonne, s'adresse au parlement turc en appelant à une nouvelle invasion de Chypre en disant « Vous devez savoir que si nécessaire, « Ayşe partira à nouveau en vacances », une référence à la phrase de code qui a été utilisée comme signal pour l'invasion de 1974. Elle ajoute que « Chypre est turque et le restera »,.
En juillet 2019, le Conseil européen adopte les conclusions suivantes sur les activités de forage turques en Méditerranée orientale,,,,:
- Appelle de nouveau la Turquie à agir dans un esprit de bon voisinage et à respecter la souveraineté et les droits souverains de Chypre conformément au droit international.
- Salue l'invitation du gouvernement chypriote à négocier avec la Turquie sur la délimitation des zones économiques exclusives et du plateau continental par le dialogue et dans le plein respect du droit international.
- L'UE reste pleinement engagée à soutenir les efforts dirigés par l'ONU pour travailler avec les parties en vue de créer les conditions propices à la reprise des négociations sur un règlement global du problème chypriote.
- Suspendre les négociations sur l'accord global de accord de transport aérien et ne pas tenir de nouvelles réunions des dialogues de haut niveau UE-Turquie.
- Le Conseil approuve la proposition de la Commission de réduire l'aide de préadhésion à la Turquie pour 2020 et invite la Banque européenne d'investissement à revoir ses activités de prêt en Turquie.
- Conformément aux conclusions du Conseil européen du 20 juin, invite le haut représentant et la Commission à continuer de travailler sur des options de mesures ciblées à la lumière des activités de forage continues de la Turquie.
- Le Conseil suivra de près les développements et reviendra sur cette question en temps voulu.